# Tour du Finistère
Tour du Finistère – kolarski wyścig jednodniowy, rozgrywany we Francji od 1986. Zaliczany jest do cyklu UCI Europe Tour, w którym posiada kategorię 1.1. Meta wyścigu znajduje się w Quimper, w Bretonii.
Najlepszym rezultatem osiągniętym w wyścigu przez Polaka było 6. miejsce zajęte przez Krzysztofa Szczawińskiego w 2004 roku.

## Zwycięzcy
| Rok                  | Pierwsze               | Drugie               | Trzecie              |          |
| -------------------- | ---------------------- | -------------------- | -------------------- | -------- |
| Wyścig amatorski     |                        |                      |                      |          |
| 1986                 | Jean-Jacques Lamour    | Philippe Tranvaux    | Philippe Dalibard    |          |
| 1987                 | Philippe Dalibard      | David John Tonks     | Dominique Le Bon     |          |
| 1988                 | Pierre Le Bigaut       | Philippe Quéméneur   | Bertrand Sourget     |          |
| 1989                 | Philippe Dalibard      | Camille Coualan      | Eric Heulot          |          |
| 1990                 | Philippe Mondory       | Stéphane Galbois     | Camille Coualan      |          |
| 1991                 | Dominique Le Bon       | Jean-Louis Conan     | Frederic Galerne     |          |
| 1992                 | Pierre-Henri Menthéour | Jean-Philippe Rouxel | Jean-Louis Conan     |          |
| 1993                 | Dominique Le Bon       | Eric Le Rigoleur     | Pascal Le Tanou      |          |
| 1994                 | Pascal Deramé          | Michel Lallouët      | David Delrieu        |          |
| 1995                 | Michel Lallouët        | Anthony Morin        | Dominique Rault      |          |
| 1996                 | Camille Coualan        | Dominique Rault      | Sylvain Desbois      |          |
| 1997                 | Walter Bénéteau        | Christophe Faudot    | Jean-Philippe Rouxel |          |
| 1998                 | Franck Trottel         | Freddy Ravaleu       | Nicolas Dumont       |          |
| 1999                 | Laurent Estadieu       | Pascal Pofilet       | Michel Lallouët      |          |
| Wyścig profesjonalny |                        |                      |                      |          |
| 2000                 | Sébastien Hinault      | Jean-Cyril Robin     | Anthony Langella     |          |
| 2001                 | Franck Rénier          | Jean-Cyril Robin     | Xavier Jan           |          |
| 2002                 | David Bernabeu         | Johan Coenen         | Eddy Lembo           |          |
| 2003                 | Nicolas Fritsch        | Yoann Le Boulanger   | Julien Laidoun       |          |
| 2004                 | Daniele Balestri       | Mickaël Buffaz       | Bert Scheirlinckx    |          |
| 2005                 | Simon Gerrans          | David Moncoutié      | Jurij Trofimow       |          |
| 2006                 | Siergiej Kolesnikow    | Pierrick Fédrigo     | Mikel Gaztañaga      |          |
| 2007                 | Niels Brouzes          | Yann Huguet          | Konstantin Klyuev    |          |
| 2008                 | David Le Lay           | Aleksejs Saramotins  | Rémi Pauriol         |          |
| 2009                 | Dimitri Champion       | Pierrick Fédrigo     | Anthony Geslin       |          |
| 2010                 | Florian Vachon         | Leonardo Duque       | Cédric Pineau        |          |
| 2011                 | Romain Feillu          | Armindo Fonseca      | Sandy Casar          |          |
| 2012                 | Julien Simon           | Samuel Dumoulin      | Jonathan McEvoy      |          |
| 2013                 | Cyril Gautier          | Frederik Veuchelen   | Anthony Geslin       |          |
| 2014                 | Antoine Demoitié       | Julien Simon         | Armindo Fonseca      |          |
| 2015                 | Tim De Troyer          | Jérôme Baugnies      | Julien Simon         |          |
| 2016                 | Baptiste Planckaert    | Samuel Dumoulin      | Alexandre Geniez     |          |
| 2017                 | Julien Loubet          | Julien Simon         | Pierre Latour        |          |
| 2018                 | Jonathan Hivert        | Romain Bardet        | Guillaume Martin     |          |
| 2019                 | Julien Simon           | Andrea Vendrame      | Baptiste Planckaert  |          |
| 2020                 | odwołany               | odwołany             | odwołany             | odwołany |
| 2021                 | Benoît Cosnefroy       | Sean De Bie          | Rasmus Tiller        |          |
| 2022                 | Julien Simon           | Clément Venturini    | Sandy Dujardin       |          |
| 2023                 | Paul Penhoët           | Sandy Dujardin       | Axel Zingle          |          |
| 2024                 | Benoît Cosnefroy       | Corbin Strong        | Rudy Molard          |          |
| 2025                 |                        |                      |                      |          |